# Puerto de Pandetrave
El puerto de Pandetrave es un paso de montaña que alcanza una cota máxima de 1562 m s. n. m., y que une las comarcas de Tierra de la Reina y Valdeón (León, España), a través de la carretera LE-243, atravesando de S a N la cordillera Cantábrica.

## Localización
Su inicio se localiza en la localidad de Boca de Huérgano (León) a 1100 m s. n. m., por la carretera LE-243, alcanza su máxima cota a 1562 m s. n. m., exactamente en el punto 43°06′27″N 4°52′36″O / 43.10750, -4.87667, para culminar en la villa de Valdeón de Caín, a 460 m s. n. m., tras recorrer 41 km.

## Descripción de la ruta
La parte de Tierra de la Reina del puerto es la más suave, representa el ascenso desde la meseta Central a la cornisa Cantábrica y salva un desnivel de 462 m. Partiendo de Boca de Huérgano, atraviesa las localidades de Villafrea de la Reina, Los Espejos de la Reina, Barniedo de la Reina y Portilla de la Reina, durante 21,4 km.
La parte de Valdeón es mucho más sinuosa, pues supone el ascenso desde casi el nivel del mar hasta lo alto de la Cordillera, y plagada de curvas de herradura y rampas de notable desnivel. Teniendo en cuenta que el alto del puerto se suele considerar el límite de las comarcas, salva un desnivel de 1102 m, partiendo de Caín y pasando por Cordiñanes, Los Llanos, Posada de Valdeón, Prada y Santa Marina de Valdeón, durante 19,6 km.

## Características
Pandetrave es uno de los puertos de montaña más elevados de la Cordillera Cantábrica, discurre junto al espacio protegido del parque nacional de los Picos de Europa, en un entorno de una gran riqueza de fauna y flora, además de miradores naturales de gran belleza paisajística. Desde su cima se puede observar asimismo el entorno natural de la Cordillera Cantábrica, en las cumbres más elevadas de este macizo. Desde su carretera parten diversas pistas y caminos forestales hacia estas elevaciones, convirtiendo la visita mucho más sencilla a cotas casi inaccesibles de otra forma. Su mirador principal: el del alto del puerto, situado en el límite provincial, con una vista impresionante. También en las inmediaciones del límite entre provincias se accede por una pista otro mirador, con unas vistas privilegiadas de los Picos de Europa.

## Flora y fauna
La fauna en torno al puerto de Pandetrave es rica, y en algunos casos, en especies en claro peligro de extinción, como el oso pardo, del que quedan las últimas unidades en la Cordillera Cantábrica y el urogallo, también característico de la misma, pero los animales más característicos por estos montes son el corzo, el venado, el jabalí, la ardilla o el zorro. También el lobo hizo su aparición por estos pagos, pero está en claro retroceso. Entre las aves destacar el buitre leonado, el águila real y la perdiz, además de muchas otras especies animales de menor tamaño, roedores y reptiles.
La flora del entorno es rica en especies arbóreas como enebro, abedul, haya y roble albar, así como algún pinar de repoblación ; matorrales como escobales, piornales y brezales, así como plantas y hierbas como el cardal, stellaria, calluna y helecho. El monte bajo también es rico en pastizales.